# Tulbing
Tulbing je městys s 2 918 obyvateli (2016) v okrese Tulln v Dolních Rakousích.

## Geografie
Tulbing leží v Dolních Rakousích. Výměra území městyse činí 18,36 km², 38,61% plochy je zalesněno. Katastrálními územími (podle obecní reformy 1971) je Tulbing (s osadou Tulbingerkogel), Katzelsdorf, Wilfersdorf a Chorherrn.
Tulbing se rozkládá od severního svahu Vídeňského lesa až po Tullnerfeld. Dopravně je obec spojena se západním okrajem Vídně a dobře dosažitelná je také z Klosterneuburgu. Okresní město Tulln je vzdáleno 6 km. Z Tullnu je velmi dobré železniční spojení do Vídně.
Tulbing se v posledních desetiletích vyvíjí ze zemědělské obce v obec obytnou ve vídeňském zájmovém území. Charakteristické pro obec je pěstování vinné révy a slunečnice a získává značku jako „Fragnerlandl". Podle záznamu pasovského biskupství bylo Tulbingské víno vybrané pro dodávku na papežský dvůr v Římě.

## Historie
V roce 1109 byl v dokumentech poprvé uvedený název Tulpingun. Při prvním tureckému obléhání Vídně v roce 1529 byla obec Tulbing zpustošena a obyvatelé, se slzami v očích se zdržovali v úkrytu a první kohoutí zakokrhání je prozradilo a byli pobiti[zdroj?]. Také druhé vídeňské obléhání Turky v roce 1683 způsobilo velké škody na farním kostele. Mezitím byl roku 1590 zmíněn také Tulbingský hrad (pevnost) - jejíž místo dnes není známé a existuje jen v legendách, že byl zničen zemětřesením.

## Vývoj počtu obyvatel
V roce 1971 zde žilo 1433 obyvatel, roku 1981 1755, 1991 má městys již 2250 a při sčítání obyvatel v roce 2001 zde žilo 2534 obyvatel.

## Politika
Starosta městyse je DI Eduard Eckerl a vedoucí kanceláře je Monika Gattinger.
V městyse po obecních volbách 2005 je 21 zastupitelů s následujícími mandáty: ÖVP 13, SPÖ 7 a Fórum 1.

### Obecní znak
Obec Tulbing byla povýšena na městys zemským hejtmanem Dr. Erwinem Pröllem dne 14. července 1996.

## Hospodářství a infrastruktura
Nezemědělských pracovišť bylo v roce 2001 105, v zemědělství a lesnictví pracovalo v roce 1999 46 osob. Počet výdělečně činných v bydlišti bylo v roce 2001 podle sčítání lidu 1135, tj. 45,97 %.
- v obci je třískupinová mateřská škola a čtyřtřídní obecná škola
- římskokatolický farní kostel je v Tulbingu a Chorherrnu.
- 4 hasičské sbory dobrovolných hasičů mají 130 aktivistů
- Veřejné zásobování vodou na celém zastavěném území
- Kanalizace je od roku 1997 rozestavěná, asi 80 % domácností je nyní připojeno na kanalizační síť
- Kanalizační čistírna je společná se sousední obcí Königstetten
- Místní silniční síť: kvůli otevřenému vývoji v osídlení v minulých třech desetiletích je velmi rozsáhlá komunikační síť (130 ulic, asi 35 km)

## Pozoruhodnosti
- Farní kostel: velký farní kostel stojí uprostřed obce. Na vyvýšenině byl postaven 1489 jako gotický. V letech 1700-1702 byl barokně přestavěn. Pozoruhodný je hlavní oltář z roku 1760 s obrazem od Josefa von Mölka z roku 1788.
- Hláska Leopolda Figla: vyhlídková věž z roku 1966-1967, postavil ji architekt Clemens Holzmeister, v nadmořské výšce 494 m na kopci Tulbingerkogel
- Zámek Tulbing: existoval již od roku 1109. V roce 1683 stavebně přeměněn. Dnes je tu jezdecké sportovní centrum, kavárna a restaurace.
- Pozoruhodné je také průmyslové centrum, také obecná škola a obecní shromažďovací centrum.
- Slunečnicový park: od poloviny června do poloviny srpna jsou zde nejrůznější druhy slunečnice.

## Pravidelné akce
- Každý podzim vychází obecná škola na turistickou túru po přilehlých rolnických místech; mimoto v Den matek a na Vánoce organizuje škola představení.
- Na konci prvního týdne v červenci na začátku prázdnin, je hasičská oslava v Katzelsdorfu, hasiči ve Wilfersdorfu koncem července a hasiči v Tulbinku většinou pořádají oslavy uprostřed měsíce srpna.